# Alan Bannister
Alan Bannister (n. 3 noiembrie 1922, Manchester, Regatul Unit al Marii Britanii și Irlandei – d. 18 mai 2007, Manchester, Anglia, Regatul Unit) a fost un ciclist de performanță ce a reprezentat Regatul Unit al Marii Britanii și al Irlandei de Nord, medaliat olimpic. A participat la două ediții ale Jocurilor Olimpice (1948, 1952) în care a câștigat o medalie de argint.